# Joseph Thomin
Pour les articles homonymes, voir Thomin.
Joseph "Jo" Thomin, né le 30 juin 1931 à Ploudaniel et mort le 16 décembre 2018 à Daoulas, est un coureur cycliste français. Il a notamment remporté une étape du Tour de France 1956.

## Biographie
Cycliste français professionnel de 1953 à 1964. Au cours de sa carrière professionnelle, il a remporté 14 victoires, dont une étape du Tour de France 1956.

## Palmarès
- 1951
  - Champion du Finistère[2]
- 1952
  - 2e du championnat de France militaires[2]
- 1954
  -  Champion de France indépendants[2]
- 1955
  - 6e et 8e étapes du Tour de l'Ouest
  - 2e étape du Tour du Calvados[2]
- 1956
  - 15e étape du Tour de France
  - 2e et 3e étapes du Tour de Normandie
  - 2e du Circuit du Finistère
- 1957
  - 2e étape du Critérium du Dauphiné libéré
- 1958
  - Tour de l'Oise :
    - Classement général
    - 2ea étape
- 1962
  - 3e du Tour de l'Oise

## Résultats sur les grands tours

### Tour de France
7 participations :
- 1956 : 37e, vainqueur de la 15e étape
- 1957 : 18e
- 1958 : 18e
- 1959 : 24e
- 1961 : 25e
- 1962 : abandon (15e étape)
- 1963 : 62e

### Tour d'Espagne
1 participation :
- 1958 : abandon (12e étape)